# Taras Łazarowycz
Taras Mychajłowycz Łazarowycz, ukr. Тарас Михайлович Лазарович (ur. 22 kwietnia 1982 w miasteczku Czynadijowo, w obwodzie zakarpackim) – ukraiński piłkarz, grający na pozycji napastnika, a wcześniej obrońcy.

## Kariera piłkarska

### Kariera klubowa
Wychowanek miejscowej szkoły sportowej Kołos Czynadajewe. Pierwszy trener Wasyl Kuczynka. Latem 2004 rozpoczął karierę piłkarską w klubie Zirka Kirowohrad, skąd następnego lata przeszedł do Metałurha Zaporoże. Najpierw występował w drugiej drużynie Metałurha Zaporoże, a 15 października 2006 debiutował w Wyższej Lidze. Latem 2009 został wypożyczony do Zorii Ługańsk, a już 31 grudnia 2009 ługański klub wykupił jego kontrakt. Po wygaśnięciu kontraktu w końcu grudnia 2011 opuścił ługański klub. Potem wyjechał do Rosji, gdzie bronił barw Mordowii Sarańsk.